# Henryk Lipiński
Henryk Lipiński, ps. „Henryk” (ur. 3 listopada 1917 w Sośnicy, zm. 26 grudnia 2011) – oficer Armii Krajowej, uczestnik powstania warszawskiego, z wykształcenia magister inżynier budownictwa.

## Życiorys
Urodził się 3 listopada 1917 roku w Gliwicach, w rodzinie Izydora i Marty z domu Szymik. Po plebiscycie i III powstaniu śląskim rodzina jego przeniosła się do Katowic, gdzie uczęszczał do gimnazjum. Po jego ukończeniu został powołany do odbycia służby wojskowej. Skierowany do Szkoły Podchorążych Rezerwy Piechoty przy 23 Dywizji Piechoty w Katowicach, ukończył ją w stopniu plutonowego podchorążego. Wcielony do 11 pułku piechoty wraz z nim odbył kampanię wrześniową, przechodząc szlak bojowy od Tarnowskich Gór po Tomaszów Lubelski. Uniknął niewoli i przybył do Warszawy.
Zamieszkał w Sulejówku. Zaprzysiężony w Związku Walki Zbrojnej, gromadził i magazynował materiały wybuchowe. Organizował dywersję na linii kolejowej Rembertów–Mińsk Mazowiecki. Zagrożony aresztowaniem został przeniesiony do Warszawy. Awansowany do stopnia podporucznika rezerwy i przydzielony do III Zgrupowania AK „Konrad” jako oficer do zadań specjalnych. Po wybuchu powstania warszawskiego, podczas walk na Powiślu, objął funkcję zastępcy dowódcy 2 kompanii, dowodząc obroną odcinka wzdłuż ul. Czerwonego Krzyża oraz placówkami na ul. Dobrej i Solcu. (kompania ta drugą częścią sił – 115 plutonem, Oddziałem Szturmowym „Rafałki”, walczyła też na północnym skrzydle, wobec czego nastąpił podział dowodzenia). Po mianowaniu ówczesnego dowódcy kompanii kpt. rez. Stanisława Krowackiego ps. „Leonowicz” dowódcą straży tylnej, przejął dowodzenie nad kompanią i wyprowadził ją do Śródmieścia. Wobec uszczuplenia stanów osobowych i reorganizacji Zgrupowania przejął obowiązki oficera ds. organizacyjnych i wyżywieniowych.
Po upadku powstania warszawskiego jeniec oflagów w Niemczech w XI B/Z w Bergen-Belsen, Oflagu II D/Z Gross Born, Stalagu X B Sandbostel i Oflagu X C Lübeck. Po zakończeniu działań wojennych wraz  z ppor. rez. Kazimierzem Kazimierskim ps. „Cynik”, ppor. rez. Eugeniuszem Zakrzewskim ps. „Sveno”,  ppor. rez. Tadeuszem Naglerem ps. „Teddy”, por. sap. rez. Kazimierzem Czyżewskim ps. „Kukułka” wykładowca i następnie kierownik Polskiej Szkoły Powszechnej przy obozie cywilnym dla wysiedleńców  w Wahlstedt do dnia 20 stycznia 1946 r. 
Po zakończeniu wojny powrócił do kraju i włączył się z ogromnym zaangażowaniem w odbudowę Warszawy. W latach powojennych ukończył Politechnikę Warszawską  gdzie uzyskał tytuł magistra inżyniera budownictwa. Przez kolejne lata swojego życia pracował w budownictwie zajmując szereg odpowiedzialnych dyrektorskich stanowisk między innymi zastępcy Naczelnego Dyrektora ds. Techniki i Rozwoju Zjednoczenia Budownictwa „Warszawa”, dyrektora Ośrodka Rozwoju Techniki i Projektowania Budownictwa „Warszawa”. W dniu 11 listopada 2004 roku Minister Obrony Narodowej mianował ppor. rez. Henryka Lipińskiego do stopnia kapitana.
Zmarł 26 grudnia 2011 roku. Pochowany został zgodnie z ceremoniałem wojskowym w asyście honorowej żołnierzy batalionu reprezentacyjnego Wojska Polskiego w dniu 30 grudnia 2011 roku w części katolickiej Cmentarza Prawosławnego przy ulicy Wolskiej w Warszawie (sektor 4-6-28).

## Ordery i odznaczenia
- Krzyż Kawalerski Orderu Odrodzenia Polski
- Krzyż Walecznych
- Srebrny Krzyż Zasługi z Mieczami
- Medal Wojska (trzykrotnie)
- Złoty Krzyż Zasługi
- Krzyż Partyzancki
- Warszawski Krzyż Powstańczy
- Brązowy Medal „Zasłużonym na Polu Chwały”
- Medal za Warszawę 1939–1945
- Medal Zwycięstwa i Wolności 1945
- Krzyż Armii Krajowej

Źródło:.